# Andreas Aguilar
Pour les articles homonymes, voir Aguilar.
Andreas Aguilar, né le 26 janvier 1962 à Barcelone, est un gymnaste allemand.

## Palmarès

### Championnats du monde
- Stuttgart 1989
  -  médaille d'or aux anneaux

### Championnats d'Europe
- Moscou 1987
  -  médaille de bronze aux anneaux

- Stockholm 1989
  -  médaille de bronze aux anneaux